# Strong Hearts
Palmarès
voir ici
Strong Hearts est un clan de catcheurs apparaissant principalement à la fédération chinoise Oriental Wrestling Entertainment et les fédérations de catch japonaise Dramatic Dream Team et Wrestle-1. Le groupe a été fondé en juin 2018 après que El Lindaman, Takehiro Yamamura et T-Hawk aient quitté la Dragon Gate pour catcher à la Oriental Wrestling Entertainment de CIMA. Le groupe a plus tard été rejoint par Dezmond Xavier, Gao Jingjia, Zachary Wentz et Duan Yingnan.
Le groupe a adopté le concept de ne pas faire partie d'une fédération spécifique mais de travailler pour différentes promotions à travers le monde telles que la Australasian Wrestling Federation, Pro Wrestling Guerrilla, The Crash et Fight Club: Pro.

## Carrière

### Formation du groupe et Wrestle-1 (2018–2020)

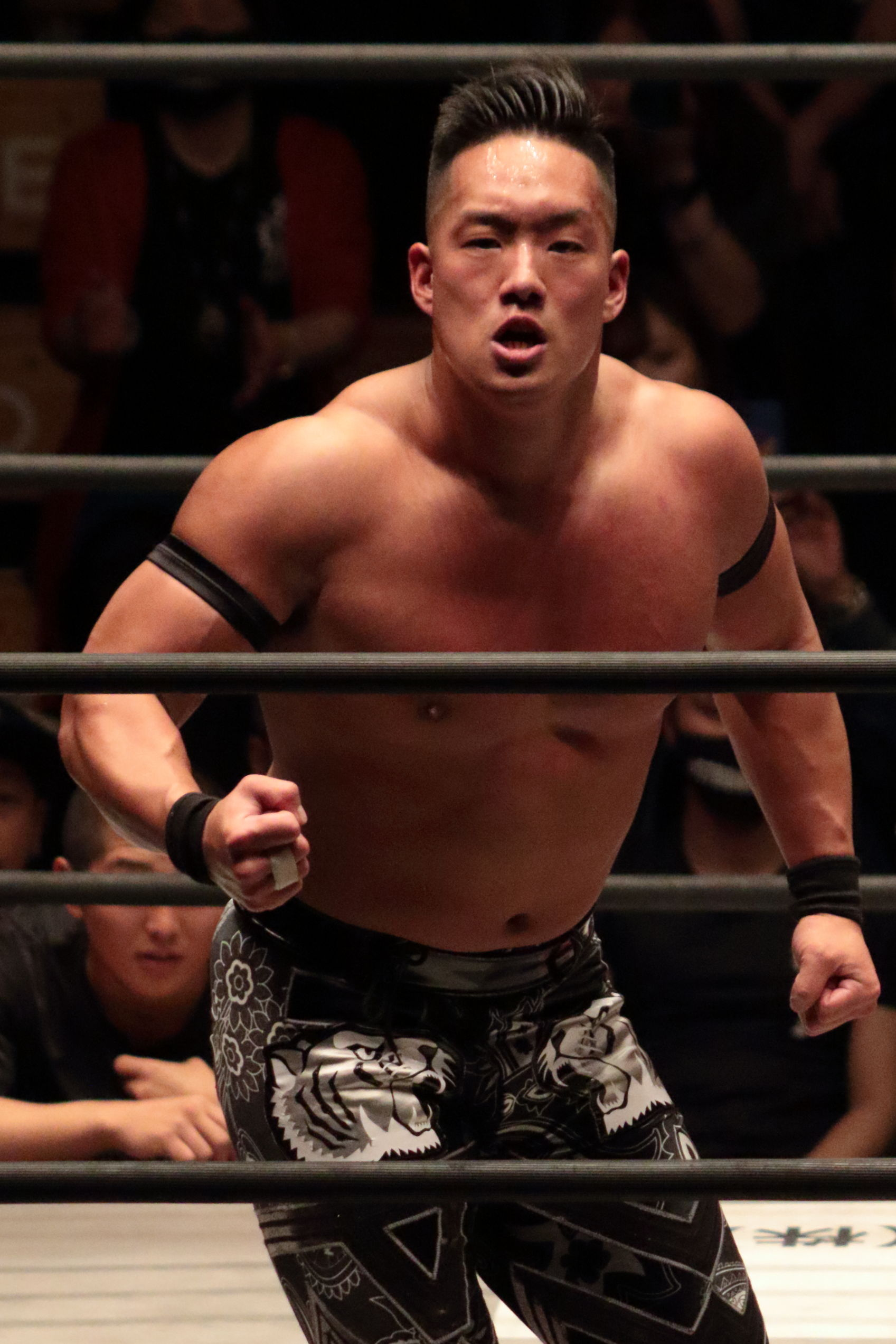
T-Hawk au Korakuen Hall en mai 2019

Peu de temps après la OWE, CIMA, T-Hawk, El Lindaman, Takehiro Yamamura, Gao Jingjia, Zackery Wentz et Dezmond Xavier forment un groupe nommé Strong Hearts. Le 13 juin, le groupe apparaît à la Wrestle-1 et déclarent une guerre totale contre la fédération après avoir été appelé par l'ami de CIMA, Nosawa Rongai. CIMA annonce ensuite que Xavier et Wentz s’affronteront dans un Exhibition Match le 17 juin, qui sera remporté par Wentz. Le groupe commence par la même occasion une rivalité contre Shūji Kondō, Masayuki Kōno, Kaz Hayashi et son protégé Jun Tonsho représentant la Wrestle-1. Le 22 juin, lors de leur premier match officiel à la fédération, T-Hawk, El Lindaman et Gao Jingjia battent Manabu Soya, Shūji Kondō et Andy Wu.
Le 2 septembre, Big Money Crunch et Big Money Strong de la OWE rejoignent le groupe pour participer au Captain's Fall Eight-Man Tag Team Match aux côtés de CIMA et Gao Jingjia et battre Daiki Inaba, Jiro Kuroshio, Jun Tonsho et Seigo Tachibana. Plus tard dans la soirée, T-Hawk et El Lindaman perdent contre Koji Doi et Shūji Kondō et ne remportent pas les Wrestle-1 Tag Team Championship.
Le 23 novembre, Seiki Yoshioka rejoint le groupe et révèle qu'il était un espion de la Wrestle-1 pour le clan et plus tard dans la soirée, il fait équipe avec T-Hawk et El Lindaman et ensemble ils battent Enfants Terribles (Shotaro Ashino, Kenichiro Arai et Kuma Arashi).
Le 5 janvier 2019, T-Hawk bat Shotaro Ashino pour le Championnat De La Wrestle-1.
T-Hawk et Shigehiro Irie participent ensuite au Wrestle-1 Tag League 2019 où ils terminent premier de leur bloc avec 6 points et se qualifient pour la finale. Le 27 novembre, ils battent Enfants Terribles (Kuma Arashi et René Duprée) pour remporter le tournoi.

### Dramatic Dream Team (2018–2021)
Le 23 septembre, le groupe fait ses débuts surprise à la Dramatic Dream Team, avec CIMA, au nom du groupe, lançant en défi au groupe de Konosuke Takeshita, All Out . Mais Takeshita a plutôt défié CIMA pour un match, ce qu’il a accepté. T-Hawk exige alors que les lutteurs restants dans les deux groupes s'affrontent dans un Six-Man Tag Team Match. Le directeur général par intérim, Tetsuya Koda, officialise les matches pour le Ryogoku Peter Pan Show du 21 octobre. Le 25 septembre, le groupe dispute son premier match à la fédération avec CIMA, Duan Yingnan, El Lindaman et T-Hawk battant ALL OUT (Akito, Konosuke Takeshita, Shunma Katsumata et Yuki Ino). Lors de DDT Ryogoku Peter Pan 2018 ~ Fall Wrestling Culture Festival ~, Duan Yingnan, El Lindaman et T-Hawk battent ALL OUT (Akito, Shunma Katsumata et Yuki Ino) et les attaque après le match tandis que CIMA bat Konosuke Takeshita et réclame après le match une opportunité pour les KO-D Six Man Tag Team Championship. Le 28 octobre, CIMA, T-Hawk et Duan Yingnan battent DAMNATION (Mad Paulie, Soma Takao et Tetsuya Endo) et remportent les KO-D Six Man Tag Team Championship. Le 3 janvier 2019, ils perdent les titres contre All Out (Akito, Konosuke Takeshita et Yuki Ino).
Le 3 janvier 2020, T-Hawk effectue son retour en se révélant être le partenaire mystère de Tetsuya Endo, battant avec ce dernier ALL OUT (Akito et Konosuke Takeshita), avec Endo déclarant après le match que DAMNATION et Strong Hearts entretenait maintenant une relation commerciale appelait le 22 mars DAMNHEARTS, après que T-Hawk, Tetsuya Endo et El Lindaman est réussi à battre All Out (Konosuke Takeshita, Shunma Katsumata et Yuki Ino) pour remporter les KO-D Six Man Tag Team Championship,. Le 4 avril, ils conservent les titres contre DISASTER BOX (Harashima, Naomi Yoshimura et Yuki Ueno),.

### All Japan Pro Wrestling (2021-...)
Le 7 septembre, El Lindaman et T-Hawk battent Purple Haze (Zeus et Izanagi) et remportent les AJPW All Asia Tag Team Championship,. Le 2 janvier 2022, ils perdent les titres contre Total Eclipse (Hokuto Omori et Yusuke Kodama).

### Apparence international (2018–...)
Le 25 mai 2019, CIMA, T-Hawk et El Lindaman font leurs débuts à la All Elite Wrestling lors de Double or Nothing (2019), où ils perdent contre SCU (Christopher Daniels, Frankie Kazarian et Scorpio Sky).

## Palmarès
- All Japan Pro Wrestling
  - 1 fois AJPW World Junior Heavyweight Championship – CIMA
  - 1 fois AJPW All Asia Tag Team Championship – T-Hawk et El Lindaman
- Australasian Wrestling Federation
  - 1 fois AWF Australasian Championship – T-Hawk (actuel)
- Combat Zone Wrestling
  - 1 fois CZW Wired TV Championship – Zachary Wentz
- Dramatic Dream Team
  - 2 fois KO-D Six Man Tag Team Championship – CIMA, T-Hawk et Duan Yingnan (1), T-Hawk et El Lindaman avec Tetsuya Endo (1)
- Oriental Wrestling Entertainment
  - 1 fois OWE Openweight Championship  – Shigehiro Irie (actuel)
- Pro Wrestling Guerrilla
  - 1 fois PWG World Tag Team Championship – Dezmond Xavier et Zachary Wentz
- Pro Wrestling Zero1
  - 1 fois International Junior Heavyweight Championship - El Lindaman
  - 1 fois NWA World Junior Heavyweight Championship - El Lindaman
- Wrestle-1
  - 1 fois Wrestle-1 Championship – T-Hawk
  - 1 fois Wrestle-1 Cruiser Division Championship – Seiki Yoshioka
  - Wrestle-1 Cruiser Festival (2019) – Seiki Yoshioka
  - Wrestle-1 Tag League (2019) – T-Hawk et Shigehiro Irie